# Kora Jazz Trio
A Kora Jazz Trio Djeli Moussa Diawara guineai kora-játékos által alapított dzsesszegyüttes.

## Története
A Kora Jazz Trio egy háromtagú afrikai zenei együttes, amit 2002-ben alakitottak meg. Zenéjük az amerikai dzsesszen és a hagyományos afrikai zenén alapul. A saját zenei hagyomány vegyül náluk a dzsessz szabadságával, a nyugat-afrikai ütőhangszerek és az afroamerikai swing találkozásában zenéjükben.
A Kora Jazz Trio felbomlását 2010-ben a Kora Jazz Band megalakítása követte.

### Tagjai
- Djeli Moussa Diawara
- Abdoulaye Diabaté
- Moussa Sissokho

## Lemezek
- Part I (2003)
- Part II (2005)
- Part III (2008)
- Part IV (2018)